# Dominik Schmid (Fussballspieler, 1998)
Dominik Robin Schmid (* 10. März 1998 in Rheinfelden AG) ist ein Schweizer Fussballspieler, der aktuell beim FC Basel unter Vertrag steht.

## Karriere

### Verein
Schmid begann mit dem Fussballspiel beim FC Kaiseraugst, wechselte aber sehr früh zu den Junioren des FC Basel und durchlief sämtliche Nachwuchsstufen bis zur U-21 im Jahr 2016. Am 10. März 2017, seinem 19. Geburtstag, unterschrieb er seinen ersten Profivertrag bis Sommer 2020 beim FC Basel 1893.
Sein Debüt für die erste Mannschaft des FC Basel gab er am 28. Mai 2017 beim 3:1-Auswärtssieg gegen den Grasshopper Club Zürich. Im Januar 2018 wurde er bis Saisonende an den FC Lausanne-Sport verliehen. 2019 folgte eine Leihe zum FC Wil, bevor er 2020 schließlich zum Grasshopper Club Zürich wechselte.
Im Sommer 2023 kehrte er zum FC Basel zurück.

### International
Sein erstes Länderspiel hatte er in der Schweiz U-17 am 3. März 2015 gegen die bulgarische U-17 als rechter Aussenläufer. Er spielte dreimal für die Schweiz U-18 sowie im Herbst 2016 siebenmal für die Schweiz U-19.
Sein Debüt für die Schweiz U-21 gab er in der Tissot Arena in Biel/Bienne während der 0:3-Niederlage gegen die walisische U-21 im Qualifikationsspiel zur U-21-Fussball-Europameisterschaft 2019 am 1. September 2017.
Im März 2023 wurde Schmid erstmals in das Aufgebot der A-Nationalmannschaft einberufen.

## Titel
FC Basel
- Schweizer Meister: 2017, 2025
- Schweizer Cupsieger: 2017, 2025